# National Hockey Association
A National Hockey Association (NHA) (hivatalos nevén National Hockey Association of Canada Limited) egy profi jégkorongszövetség volt Kanadában (Ontarióban és Québecben). Ez a szövetség volt a mai National Hockey League (NHL) közvetlen elődje. 1917-ben az NHA-t feloszlatták, hiszen tulajdonosai a liga kis keresetének köszönhetően belefogtak a National Hockey League megalapításába.